# Vous êtes formidables
Ne doit pas être confondu avec Le Matin de Paris.
9H50 le matin en Île-de-France, nommé à partir de janvier 2019 Ensemble, c'est mieux !, puis Vous êtes formidables à partir de 2022 est une émission de télévision française, c’est une émission matinale diffusée sur France 3 Paris Île-de-France le matin à 9 h.

## Histoire
De septembre 2013 à décembre 2016, l'émission s'appelait Les Matins de Paris. Elle était présentée par Paul Wermus. Puis, l'émission change de nom et devient "9H50 le matin" en janvier 2017 afin de s'uniformiser avec les autres émissions matinales des autres régions. En septembre 2017, Charlotte Le Grix de La Salle prend les rênes de l'émission. Mais la durée de l'émission passe de 45 à 35 minutes pour faire place à l'émission Face à Face.
En septembre 2018, Valérie Amarou reprend les rênes de l'émission avec la complicité de Julie Jacquard, Nicolas Deuil et Raphäl Yem. L'émission passe de 45' à 53'. Face à Face passe juste après.
À partir du 7 janvier 2019, à la suite de la réorganisation de la grille du matin, les émissions 9H50 le matin deviennent Ensemble, c'est mieux et l'horaire est décalé d'une heure, à 10h50.
À partir de septembre 2021, l'émission est renommée Vous êtes formidables et est présenté par Magued Rabia diffusée vers 9h jusqu'à son arrêt en juillet 2022.
Depuis 2021, Ariane Brodier est aux commandes de Vous êtes formidables ! sur France 3 Occitanie

## Concept

### Concept de la Saison 1
Même concept que Les Matins de Paris. Elle était présentée par Paul Wermus. Puis, l'émission change de nom et devient "9h50 le matin" en janvier 2017 afin de s'uniformiser avec les autres émissions matinales des autres régions.

### Concept de la Saison 2
En septembre 2017, Charlotte Le Grix de La Salle reprend la suite pour une émission tournée en extérieur. 
Charlotte se déplace en région parisienne à votre rencontre, accompagnée d'experts, de professionnels ou de grands témoins. Société, modes de vie, thématiques locales… Rien ne leur échappera !

### Concept de la Saison 3
En septembre 2018, Valérie Amarou reprend les rênes de l'émission avec la complicité de Julie Jacquard, Nicolas Deuil et Raphäl Yem.
Chaque jour, à 9h50, Valérie et sa bande vous informent, vous inspirent et vous font souffler. Entourés d’invités et d’experts, ils vous donneront des conseils pratiques, et iront à la rencontre des hommes et des femmes engagées. Sans oublier, bien sûr, l'actualité artistique en région parisienne.

### Concept de la Saison 6
En septembre 2021, Magued Rabia reprend la présentation de l'émission avec Marie-Odile Mergnac / Mathilde Morin pour la généalogie, la SPA / l'École nationale vétérinaire d'Alfort pour les animaux et Jonathan Ouaret Gave / l'ONF Île-de-France pour l'environnement.
Les franciliens sont formidables et ont des passions formidables ! Chaque jour à travers témoins et experts, l'émission donne des clés et des conseils autour des passions qui rassemblent les habitants de la région. Généalogie, jardinage-environnement et animaux sont quelques-uns des sujets récurrents.

## Diffusion
L'émission est diffusée les lundis, mardis, mercredi, jeudis matins à 9 h. Le vendredi, l'émission fait place au "BEST OF" de la semaine.